# 古川聖
古川 聖（ふるかわ きよし、1959年5月1日 - ）は、日本の現代音楽の作曲家、メディアアーティスト。東京芸術大学教授、国立音楽大学講師。

## 略歴
東京都文京区生まれ。高校時代に入野義朗に作曲を師事し、高校卒業後間もなく渡独。1979年から1984年までベルリン芸術大学にて尹伊桑に作曲を師事し、また並行して1982年から1985年までベルリン工科大学(TU Berlin)に在籍し、コンピュータ・ミュージックを学び制作を行う。1984年よりハンブルク音楽演劇大学作曲・音楽理論科にてジェルジュ・リゲティに師事し、1988年同学科を修了。修了後間もなく、同大学にリゲティが開設した「微分音、電子音、コンピュータ音楽のための研究所」(IMEC)において、マンフレート・シュターンケと共に発足メンバーとして参加の後、1991年、ハンブルク文化庁の助成により、ミュージックメディアラボ(MML)を創設。同年、スタンフォード大学CCRMAに派遣され、ジョン・チャウニングの下で客員研究員。1993年、ジーメンス文化財団のプロジェクト基金を得てカールスルーエ・アート・アンド・メディア・センター(ZKM)でプロジェクトを行い、以降現在に至るまで同機関において断続的にプロジェクトをおこなう。1995年～99年ハンブルク音楽演劇大学IMECにて講師を務めるも、2000年、東京芸術大学先端芸術表現科の新設に伴って帰国。作品は、新しいメディアと音楽の接点において成立するものが多く、1997年のZKMの新館のオープニングでは委嘱をうけて、マルチメディアオペラ『まだ生まれぬ神々へ』を制作・作曲。2000年より東京芸術大学・先端芸術表現科教授。現在、同大学、芸術情報センター長を兼任、学外の研究者などと多数の共同プロジェクトを行っている。理化学研究所客員主幹研究員(2008~2013）、脳波で演奏する脳波音楽プロジェクトのほか、音楽社会の中で表現行為が起こる場、新しいアートの形を探して2002年より、新しいメディアを使ったワークショップを世界各国で行っている。2007年アルス・エレクトロニカデジタルミュージック部門審査員。日本電子音楽協会理事、先端芸術音楽創作学会副会長。

## 出版

### 著書
- 『先端芸術宣言！』(藤幡正樹、伊藤俊治、長谷部浩、渡辺好明、佐藤時啓、たほりつこ、曽我部昌史、日比野克彦、桂英史、木幡和枝、川俣正との共著／岩波書店／2003年6月)

### ディスコグラフィー
- Music by Numbers 数による音楽／fontec／2007年
- 物質の音楽／fontec／2009年
- Player Piano 10  Original Compositions and Transcriptions for Player Piano /MDG Recording/2010年[2]

## 備考
細川俊夫、嶋津武仁、三輪眞弘とは尹伊桑の元で、陳銀淑とはリゲティの元で同時期に学んだ兄弟弟子。近年は後進の育成にあたっており、濵野峻行、松本昭彦、清水チャートリーといった音楽家を世に送り出している。